# 捷克总统
捷克总统是捷克共和国的国家元首，由于捷克实行议会制，总统主要是一个礼仪性的职务。

## 历史
自1993年开始，捷克总统由众、参两院议员投票选出，任期5年，可连任一届。
2012年8月1日，時任总统的克劳斯签署了由参、众两院审决的总统选举相关法令，自2013年1月开始，将实行总统直选，最多投票两轮；总统的司法豁免权不再持续终身，仅到任满为限；竞选人可由20名众议员、10名参议员，或5万名公民联署提名产生。
米洛什·泽曼在2013年1月举行的首次总统直选中获胜。

## 历任捷克总统
政党
  無黨籍
  公民民主黨
  公民权利党
| # | 总统 | 总统                           | 就任日期     | 離任日期     | 政黨       | 备注                                           |
| - | ---- | ------------------------------ | ------------ | ------------ | ---------- | ---------------------------------------------- |
| 1 |      | 瓦茨拉夫·哈维尔 （1936－2011） | 1993年2月2日 | 2003年2月2日 | 無黨籍     | 前捷克斯洛伐克总统（1989－1992）               |
| 2 |      | 瓦茨拉夫·克劳斯 （1941－）     | 2003年3月7日 | 2013年3月7日 | 公民民主黨 | 前捷克眾議院议长（1998－2002）                 |
| 3 |      | 米洛什·泽曼 （1944－）         | 2013年3月8日 | 2023年3月8日 | 公民权利党 | 前捷克总理（1998－2002）                       |
| 4 |      | 彼得·帕維爾 （1961－）         | 2023年3月9日 | 現任         | 無黨籍     | 前北大西洋公约组织軍事委員會主席（2015－2018） |

## 職位空缺期
- 瓦茨拉夫·克劳斯  1993年1月1日—2月2日  总理代行总统职权
- 弗拉迪米尔·什皮德拉  2003年2月2日—3月7日  总理代行总统职权